# یامازاکورا
یاما-زاکورا (به ژاپنی: ヤマザクラ yamazakura) (نام علمی: Prunus jamasakura) به معنی ساکورای کوهی یک نوع درخت ساکورای خودرو است و معمول‌ترین نوع ساکورای خودرو ژاپن به شمار می‌آید. از جنوب توهوکو تا کیوشو در نواحی نسبتاً گرمسیر ژاپن به‌طور گسترده وجود دارد. کاسومی-زاکورا و گیلاس اوشیما نیز از انواع یاما-زاکورا هستند. قبل از گسترش سومی-یوشینو هنگامی که سخن از ساکورا به میان می‌آید همین نوع یاما-زاکورا منظور بود. در ماه مارس و آوریل برگ و گل آن هم‌زمان سبز می‌شوند و بدین وسیله از درخت سومی-یوشینو تشخیص داده می‌شود زیرا گل‌های سومی-یوشینو قبل از سبز شدن برگ‌ها شکوفا می‌شوند. گل آن به رنگ و شکل‌های مختلف از سفید تا صورتی و از تک گل تا خوشه‌ای وجود دارد.

## ویژگی
- برگ: وجود برگ‌های مایل به قرمز در اطراف شکوفه‌ها
- تعداد گلبرگ: ۵ عدد
- رنگ: از سفید مایل به صورتی تا کاملاً صورتی
- قطر گل: ۳٫۰ تا ۴٫۰ سانتیمتر
- زمان گل‌دهی:اواسط ماه مارس تا اوایل ماه آوریل [۱]
- محل نمونه:پارک شینجوکو گیوئن، پارک کوگانه‌ای در توکیو[۲]

## نگارخانه

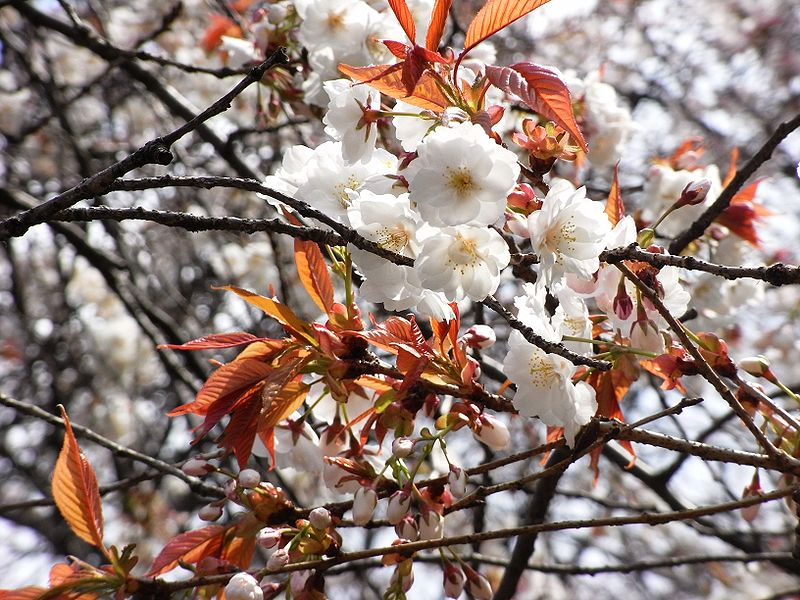
هیروشیماابا یاما-زاکورا
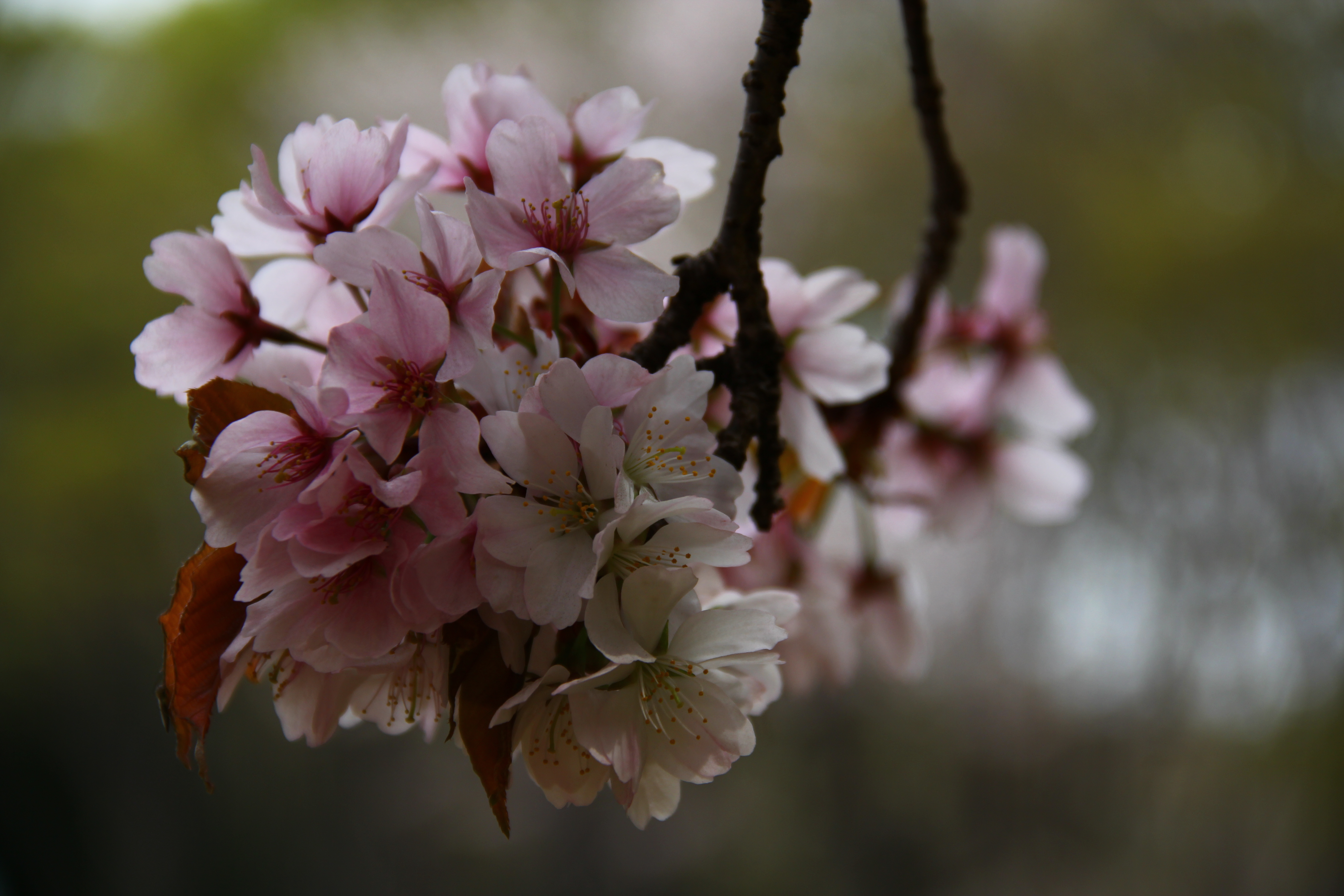
شکوفه‌های یاما-زاکورا در پارک کوگانه‌ای
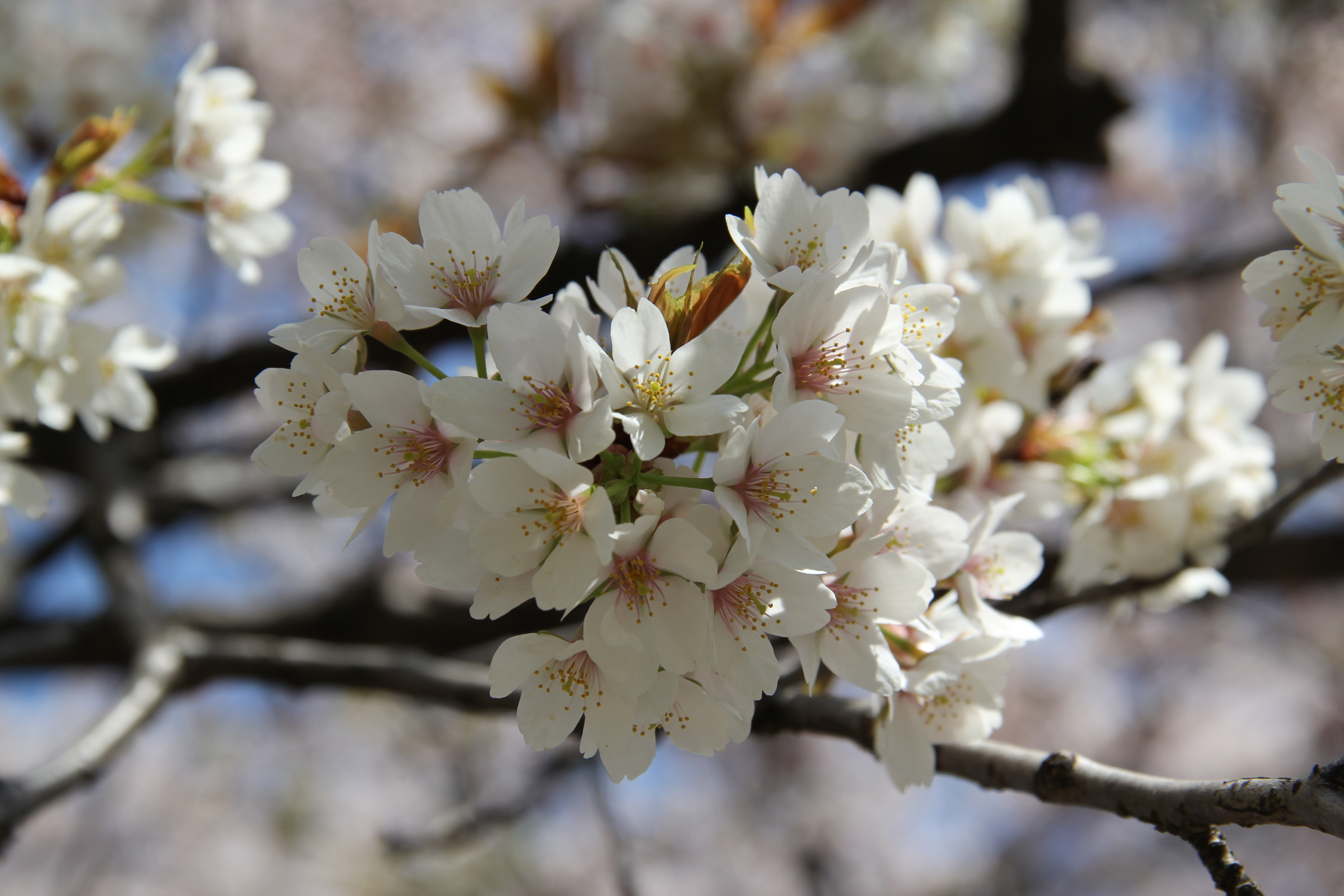
یاما-زاکورا
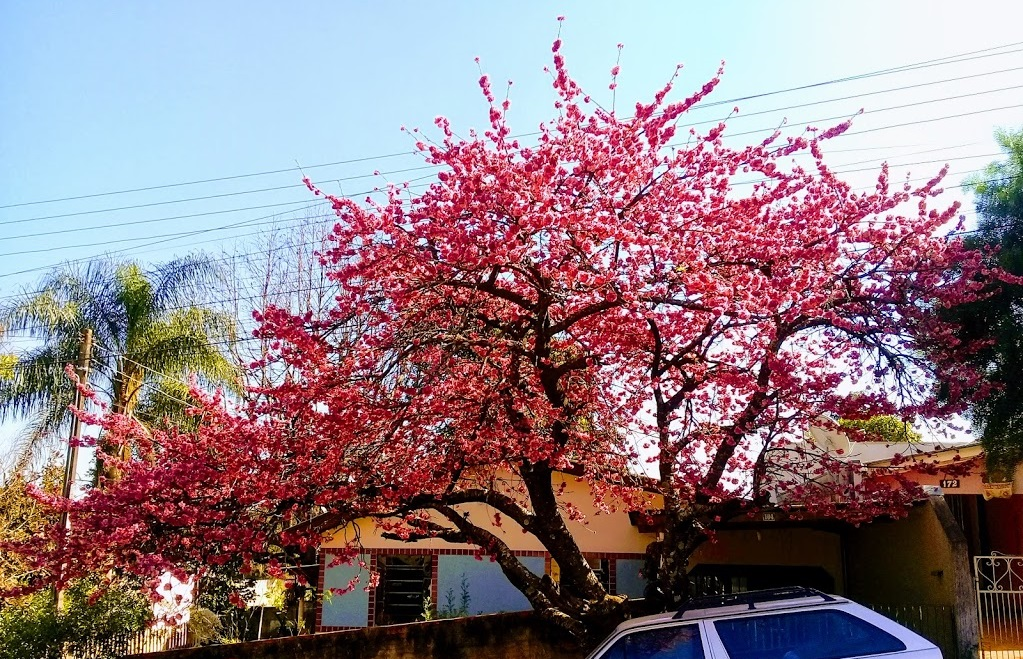
گیلاس در پونتا گروسا، جنوب برزیل